# 卡倫貝格巴赫河
51°29′16″N 9°10′02″E / 51.4878°N 9.16724°E
卡倫貝格巴赫河（德語：Calenberger Bach），是德國的河流，位於該國西部，流經北萊茵-威斯特法倫州，屬於迪默爾河的右支流，河道全長13.8公里，流域面積34平方公里。